# 大金益次郎

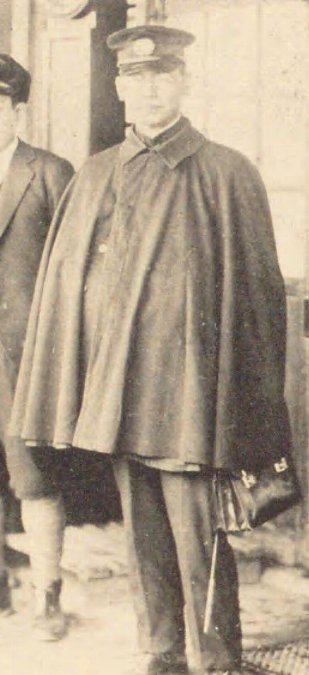
大金益次郎

大金 益次郎（おおがね ますじろう、1894年〈明治27年〉10月28日 - 1979年〈昭和54年〉3月11日）は、昭和期の日本の官僚。

## 経歴
栃木県出身。大田原中学、二高を経て、1919年（大正8年）に東京帝国大学法学部を卒業し、内務省に入省。
大阪府保安課長・京都府地方課長などを経て、1927年（昭和2年）宮内省に移る。宮内大臣秘書官・侍従・総務局長などを歴任した後、1945年（昭和20年）宮内次官。翌1946年（昭和21年）戦後初の侍従長に就任。昭和天皇の信任厚く、神奈川県を皮切りに始まった全国巡幸では、宮内大臣の松平慶民・宮内次官の加藤進とともに、巡幸の企画・立案・随行の中心人物として活躍した。また侍従在任中には、昭和天皇の特使として昭和三陸地震の被災地となった各県を精力的に訪ねて回り、罹災者に天皇よりの御下賜金を渡して歩いた。
翌1948年（昭和23年）に退任後は、日本銀行監事・済生会理事長などを務めた。1953年7月、接収解除貴金属及びダイヤモンド関係事件に関し衆議院行政監察特別委員会に証人喚問された。
1979年2月11日、肝不全のため国立東京第二病院にて死去。84歳。

## 著書
- 『巡幸余芳』（新小説社、1955年（昭和30年）11月）。序文金森徳次郎

## 栄典
- 1931年（昭和6年）3月20日 - 帝都復興記念章[3]
- 1940年（昭和15年）8月15日 - 紀元二千六百年祝典記念章[4]